# Carlos Ezquerra
Carlos Ezquerra, född 12 november 1947 i Ibdes i provinsen Zaragoza, Spanien, död 1 oktober 2018, var en spansk serietecknare. Han var mest känd för att tillsammans med John Wagner skapat serien och karaktären Judge Dredd för det brittiska seriemagasinet 2000 AD.